# جائزة هونغ جونغ للشباب
جائزة هونغ كونغ للشباب، والتي كانت تعرف سابقا بجائزة دوق إدنبرة، هي أحد الأعضاء النشطين في الرابطة الدولية للجوائز. جائزة هونغ كونغ تم توقيعها في عام 1961.
إن خطة عمل هونغ كونغ، بمبادئها الدولية الفريدة، ترعى الشباب بمثابرة وروح تحدي الذات. وتهدف الجائزة إلى تشجيع الشباب الذين تتراوح أعمارهم بين 14 و25 عاما وتحفيزهم على القيام بمجموعة متنوعة من الأنشطة التطوعية والمثيرة للتحدي.
هناك ثلاثة مستويات من الجوائز: البرونزية والفضية والذهبية. ولإكمال الجائزة البرونزية والفضية، يجب إنجاز أربعة أقسام هي: الخدمات والمهارات والترفيه البدنية والاستكشاف. بالإضافة إلى ذلك، يشترط أيضا تنفيذ مشروع سكني للحصول على الجائزة الذهبية.
يوجد في الوقت الحالي ما يقارب 53 ألف مشارك من الشباب في هونغ كونغ. يتواجد أكثر من 600 وحدة مختلفة من فئات العاملين، ويشمل ذلك  مدارس وجامعات ومنظمات شبابية جماعية موحدة ومراكز مجتمعية.
حازت الجائزة الذهبية والفضية المرتبة الثالثة والرابعة على التوالي من مشروع التوصية الذاتية للنظام المشترك للقبول في البرامج الجامعية.
منذ إنشاء نظام التوصية الذاتية في عام 1999، قُبل 24 حائزاً لجائزة الذهب والفضة في جامعة هونغ كونغ الصينية من خلال مشروع التوصية الذاتية.